# Sevilla (Bohol)
Sevilla ist eine philippinische Stadtgemeinde in der Provinz Bohol. Sie hat 10.661 Einwohner (Zensus 1. August 2015).
Die Stadt im Landesinneren Bohols wurde 1872 gegründet und war damit eine der letzten während der spanischen Herrschaft gegründeten Städte auf den Philippinen. Benannt wurde die Stadt vermutlich nach Sevilla im spanischen Andalusien.

## Baranggays
Sevilla ist politisch unterteilt in 13 Baranggays.
| - Bayawahan - Cabancalan - Calinga-an - Calinginan Norte - Calinginan Sur - Cambagui - Ewon | - Guinob-an - Lagtangan - Licolico - Lobgob - Magsaysay - Poblacion |

## Geschichte
Sevilla wurde 1872 ursprünglich an der Stelle des heutigen Ortes Bentig im Barangay Calinginan Sur gegründet. Während des Philippinisch-Amerikanischen Krieges jedoch brannten die Amerikaner die Stadt am 3. November 1901 nieder. Danach wurde sie auf der anderen Seite des Loboc Rivers in Maraag, im heutigen Barangay Poblacion, neu errichtet.